# Booking.com
A Booking.com egy nemzetközi honlap, amelyen keresztül különféle kisebb-nagyobb szolgáltató szállásajánlatát lehet megtalálni. Jelenleg 43 nyelven érhető el a lap, többek között magyar nyelven is. Saját állítása szerint kb. 1,07 millió szállást közvetítenek nap mint nap.

## Története
A Booking.com-ot 1996-ban alapította Geert-Jan Bruinsma – akkor még a Bookings.nl néven –, a Twente Egyetem hallgatója. Kezdetben csak Hollandiában lehetett a honlapon keresztül szállást foglalni, de a gyors növekedéssel hamarosan már Hollandián kívül is egyre ismertebbé vált. 2005-ben a lapot megvásárolta az amerikai Priceline cégcsoport. A forgalmat a foglalási oldalon külön nem hozták nyilvánosságra, de a 2012-ben a Priceline forgalma 2,28 milliárd euró volt, amiből a profit kilencszáz millió eurót tett ki. A vállalatnak nyolcezer alkalmazottja van, a székhelye Amszterdam.

## Kritikák
A céget gyakran érik kritikák is. 2014-ben a Booking.com-ot elmarasztalta a holland Reclame Code Commissie (Hirdetési Bizottság), mert azzal a megtévesztő reklámszöveggel hódították el a potenciális ügyfeleket maguktól a szálláshelyektől, hogy „Mindig van szabad szobánk”, valamint azt állították, hogy az adott szállást nem lehet máshol alacsonyabb áron megkapni. Eközben a legjobb lehetőség valójában egy másik portálon keresztül volt elérhető, illetve közvetlenül a szóban forgó szálláshely honlapján.

## Fordítás
- Ez a szócikk részben vagy egészben  a   Booking.com című holland Wikipédia-szócikk ezen változatának fordításán alapul.  Az eredeti cikk szerkesztőit annak laptörténete sorolja fel. Ez a jelzés csupán a megfogalmazás eredetét és a szerzői jogokat jelzi, nem szolgál a cikkben szereplő információk forrásmegjelöléseként.